# Gleichstromaustauscher
Gleichstromaustauscher (auch Gleichstromfilter) sind in der Wasseraufbereitung seit Beginn des großtechnischen Anlagenbaues eine häufig angewandte Behälterausführung für den Ionenaustausch. Dieser wird angewandt, wenn der Gehalt an gelösten Salzen im Wasser verändert (z. B. bei Enthärtung) oder vermindert (z. B. bei Teil- oder Vollentsalzung) werden soll. Weitere Detailinformationen hierzu sind im Artikel Ionenaustauscher angeführt. Nachfolgend eine Skizze mit den Hauptmerkmalen für einen Gleichstromaustauscher:

Typische Gleichstrom-Austauscher sind z. B. Enthärtungs°-, H-Entkarbonisierungs- und Mischbett-Austauscher. 
° Hinweis: Bei größeren Enthärtungsfilter ist manchmal auch eine Ausführung als Gegenstromaustauscher, eine Weiterentwicklung der Gleichstromaustauscher, wirtschaftlich.
Derartige Filter sind zylindrische Druckbehälter mit einem Düsenboden, auf dem das Ionenaustauschharz aufgeschüttet ist. Entsprechend der Bezeichnung ist die Fließrichtung bei Beladung und Regeneration durch das Harzbett gleich, sie erfolgt von oben nach unten. Als Regeneriertechniken werden sowohl Normal- wie auch Verbund- bzw. progressive Regeneration (erforderlich bei Schwefelsäure als Regeneriersäure) angewandt.
Nachteilig trotz einfacher Bauweise und Handhabung sind bei diesem Behältertyp bei der Vollentsalzung der hohe Bedarf an Chemikalien und Waschwasser bei gleichzeitig nicht optimaler Reinwasserqualität. Weiterhin muss vor der Regeneration eine Rückspülung der Ionenaustauschharze vorgenommen werden.